# Онжи
Онжи (фр. Angey) насеље је и општина у северној Француској у региону Доња Нормандија, у департману Манш која припада префектури Авранш.
По подацима из 2011. године у општини је живело 242 становника, а густина насељености је износила 97,98 становника/km². Општина се простире на површини од 2,47 km². Налази се на средњој надморској висини од 113 метара (максималној 121 m, а минималној 85 m).

## Демографија
| 1962. | 1968. | 1975. | 1982. | 1990. | 1999. | 2011. |
| ----- | ----- | ----- | ----- | ----- | ----- | ----- |
| 125   | 137   | 119   | 115   | 133   | 140   | 242   |

График промене броја становника у току последњих година